# 스터전의 법칙
스터전의 법칙(Sturgeon's law)은 미국의 SF 작가 시어도어 스터전에게서 인용한 두 개의 상반된 격언으로, 그 중 하나는 스터전의 폭로(Sturgeon's revelation)로 잘 알려져 있다.
첫 번째 격언은 다음과 같다: "절대적인 것은 없다". 이는 1956년 발행된 공상 과학 소설 잡지 갤럭시에 수록된 "클러스트로파일"에 처음으로 등장했다.
두 번째 격언은 더 유명한 문장으로, 다음과 같은 뜻을 가진다: "모든 것의 90%는 썩어있다" 혹은 "모든 것의 90%는 쓰레기다". 이 문장에 대한 참조는 1958년 3월에 발행된 공상 과학 소설 잡지 벤처에 스터전이 작성한 글에서 처음으로 등장했다.
SF 의 90%는 쓰레기라고 생각한 사람들과 논쟁에서 반박용으로 써먹는 사람들 때문에, 20년 동안 SF 에 대한 비난을 방어하느라 나를 지치게 만든 스터전의 폭로에 대해 다시 한번 말하겠다. 공상 과학 소설의 90% 가 쓰레기, 똥으로 취급된다는 기준을 다른 곳에도 적용한다면, 영화, 문학, 상품, 기타 여러 가지 것중 90% 가 쓰레기라고 주장할 수도 있게 된다. 그러니까, 과학 소설 중 90%는 쓰레기라는 주장 (혹은 사실)은 절대적으로 쓸모없는 말이다. 공상 과학 소설은 다른 모든 예술 장르와 동일한 가치를 지니기 때문이다.

필립 클라스(윌리엄 텐)의 말에 따르면, 스터전은 1951년 뉴욕 대학에서 있었던 대담에서 이런 말을 했다고 한다. 이 말은 1953년 필라델피아에서 열린 세계 과학 소설 컨벤션의 세션이 열린 후부터 유명해졌다. 스터전의 법칙은 파레토 법칙의 실례라고 볼 수도 있을 것이다.
스터전은 벤처의 리뷰에서 원래 스터전의 두 가지 법칙 중 첫 번째 것이 스터전의 법칙, 두 번째 법칙이 스터전의 폭로라고 명시하고 있다. 그러나 지금에와서 스터전의 법칙이라는 것은 두 번째 격언만으로 알려져있으며, 현재 옥스포드 영어사전에도 스터전의 법칙은 이와 같은 식으로 정의되어있다.
스터전의 법칙 두 개는 모두 시어도어 스터전이 1972년 데이비드 하트웰과 함께 한 인터뷰에 인용되었다.

## 같이 보기
- Not even wrong
- 파레토 분포
- 파레토 법칙